# Just Scheu
Just Scheu (* 22. Februar 1903 in Mainz; † 8. August 1956 in Bad Mergentheim) war ein deutscher Schauspieler, Drehbuchautor, Komponist, Librettist, Chanson- und Schlagertexter, Regisseur und Bühnenbildner. Nach 1945 war er Autor und Sprecher des Nordwestdeutschen Rundfunks in Wer hört gewinnt und Bühnenautor von Der Stundenhändler 1948.

## Leben
Nach dem Abitur studierte Just Scheu zunächst Philosophie in Frankfurt am Main; doch bald wurde ihm bewusst, dass er ein Mann fürs Theater war. Deshalb ließ er sich zum Schauspieler ausbilden. Nebenher schrieb er Chanson- und Schlagertexte, u. a. für Willy Berking und Michael Jary. Teilweise komponierte er mit diesen auch die Musik.
Sein erstes Engagement als Schauspieler bekam Just Scheu am Kurtheater in Bad Orb. Seine nächsten Stationen waren Theater in Eisenach, Halle, Cottbus, Bremerhaven und Kiel. Krönung seiner Laufbahn als Schauspieler war ein Engagement am Preußischen Staatstheater in Berlin, dem er bis 1945 angehörte. Daneben wurden ihm zahlreiche Rollen in Spielfilmen angeboten. Als Autor trat er 1940 mit dem Buch Die Stunde X – Mit Panzern in Polen und Flandern hervor. 1943 wirkte er im antibritischen Film Titanic mit, der von Joseph Goebbels wegen der Kriegslage verboten wurde. In der Endphase des Zweiten Weltkriegs nahm ihn Goebbels im August 1944 in die Gottbegnadeten-Liste der Schauspieler auf, die er für seine Propagandafilme benötigte. Dies bedeutete für Scheu die Freistellung von einem Kriegseinsatz, auch an der Heimatfront.
Nach dem Ende des Zweiten Weltkriegs wurden Scheus Schriften (beide im Verlag „Die Wehrmacht“, Berlin) Ein Mann durchbricht die Blockade. Flucht des Oberleutnants der Luftwaffe X … durch feindliche Sperren (1940) und Die Stunde X. Mit Panzern in Polen und Flandern. Ein Tatsachenbericht (1941) in der Sowjetischen Besatzungszone auf die Liste der auszusondernden Literatur gesetzt.
Scheu startete eine neue Karriere bei Radio Frankfurt, dem Vorläufer des Hessischen Rundfunks. Mit Doppelt oder nichts moderierte er eine der ersten deutschen Quizsendungen, eine Adaption des US-amerikanischen Take It or Leave It.
Der Erfolg war so groß, dass auch andere Sender auf ihn aufmerksam wurden. Als die Reichsmark von der D-Mark abgelöst worden war, kreierte er beim Nordwestdeutschen Rundfunk die erste deutsche „Funklotterie“. Diese schlug so ein, dass sie für andere Rundfunkanstalten als Vorbild diente. Sechs Jahre lang moderierte er die Sendung mit viel Witz und Humor. Der Erlös kam wohltätigen Zwecken zugute.
Als sehr fruchtbar gestaltete sich die Zusammenarbeit mit dem Schriftsteller Ernst Nebhut. Diese hatte schon während seiner Tätigkeit beim Rundfunk begonnen. Gemeinsam schufen die beiden einige Musikalische Lustspiele als Sonderform der Operette. Dabei war Scheu nicht nur Koautor, sondern stets auch Komponist. Besonders erfolgreich waren Der Mann im Zylinder, Ein Engel namens Schmitt, Pariser Geschichten und Die schöne Lügnerin, die 1959 mit Romy Schneider in der Hauptrolle verfilmt wurde. Die Dreiakter zeichnen sich dadurch aus, dass sie keine ausgebildeten Stimmen verlangen. Sämtliche Lieder sind in mittlerer Stimmlage gesetzt, sodass sie von musikalisch begabten Schauspielerinnen und Schauspielern mühelos bewältigt werden können. Von der Personenzahl her genügt stets eine kleine Besetzung, auch was das Orchester anbelangt. Als geeignete Spielorte kommen somit nicht die großen Bühnen in Betracht, sondern Kammertheater.
Im Alter von 53 Jahren starb er in Bad Mergentheim völlig überraschend an den Folgen einer Blinddarmoperation.

### Kritik
Das der Popularität geschuldete geringe Niveau der Quizfragen wurde von der „Zeit“ 1951 dahingehend persifliert, „daß sogar die Mantelpaviane von Hagenbeck richtige Lösungen einsandten.“ Auch der Musikgeschmack, der zum Gewinn führen könne, wurde als gering dargestellt.

## Werke (Auswahl)

### Filmografie als Schauspieler (Auswahl)
- 1937: Die gläserne Kugel
- 1937: Die Kronzeugin
- 1938: Lauter Lügen
- 1938: Du und ich
- 1939: Salonwagen E 417
- 1940: Kriminalkommissar Eyck
- 1940: Friedrich Schiller – Triumph eines Genies
- 1940/42: Der große König
- 1941: Friedemann Bach
- 1941: Ich klage an
- 1942: Die große Liebe
- 1943: Damals
- 1943: Großstadtmelodie
- 1944/48: Das kleine Hofkonzert
- 1945: Das seltsame Fräulein Sylvia
- 1945: Der Mann im Sattel (UA: 2000)
- 1950: Export in Blond
- 1950: Der Schatten des Herrn Monitor

### Drehbücher
- 1944/49: Freitag, der 13.
- 1950: Der Schatten des Herrn Monitor
- 1950: Mädchen mit Beziehungen
- 1951: Der Teufel führt Regie
- 1951: Kommen Sie am Ersten
- 1951: Königin einer Nacht
- 1952: Meine Frau macht Dummheiten
- 1953: Keine Angst vor großen Tieren
- 1953: Einmal kehr’ ich wieder
- 1953: Die Privatsekretärin

### Bühnenwerke mit eigener Musik
- Ein guter Jahrgang (Musikalisches Volksstück in drei Akten)
- 66 oder Die Preußen kommen (Musikalische Komödie in drei Akten)
- Ein Engel namens Schmitt (Musikalisches Lustspiel in drei Akten)
- Der Mann mit dem Zylinder (Musikalische Komödie in drei Akten)
- Pariser Geschichten (Musikalische Komödie in drei Akten)
- Die schöne Lügnerin (Musikalisches Lustspiel in drei Akten)

### Libretti für andere Komponisten
- Königin einer Nacht, Operette in drei Akten von Will Meisel, Uraufführung 1943 in Berlin
- Blumen für Gloria, Operette in vier Bildern von Ralph Maria Siegel, Uraufführung 1949 in Augsburg
- Geliebte Manuela, Operette in fünf Bildern von Fred Raymond, Uraufführung 1951 in Mannheim

### Lieder, Chansons, Schlager
- Wir lagen vor Madagaskar
- Eine Kutsche voller Mädels
- Weißt du, dass du schön bist
- Vagabundenlied
- Der Zauber von Paris
- Du hast mir gerade noch zu meinem Glück gefehlt
- Der Angler